# Segurança aeroportuária

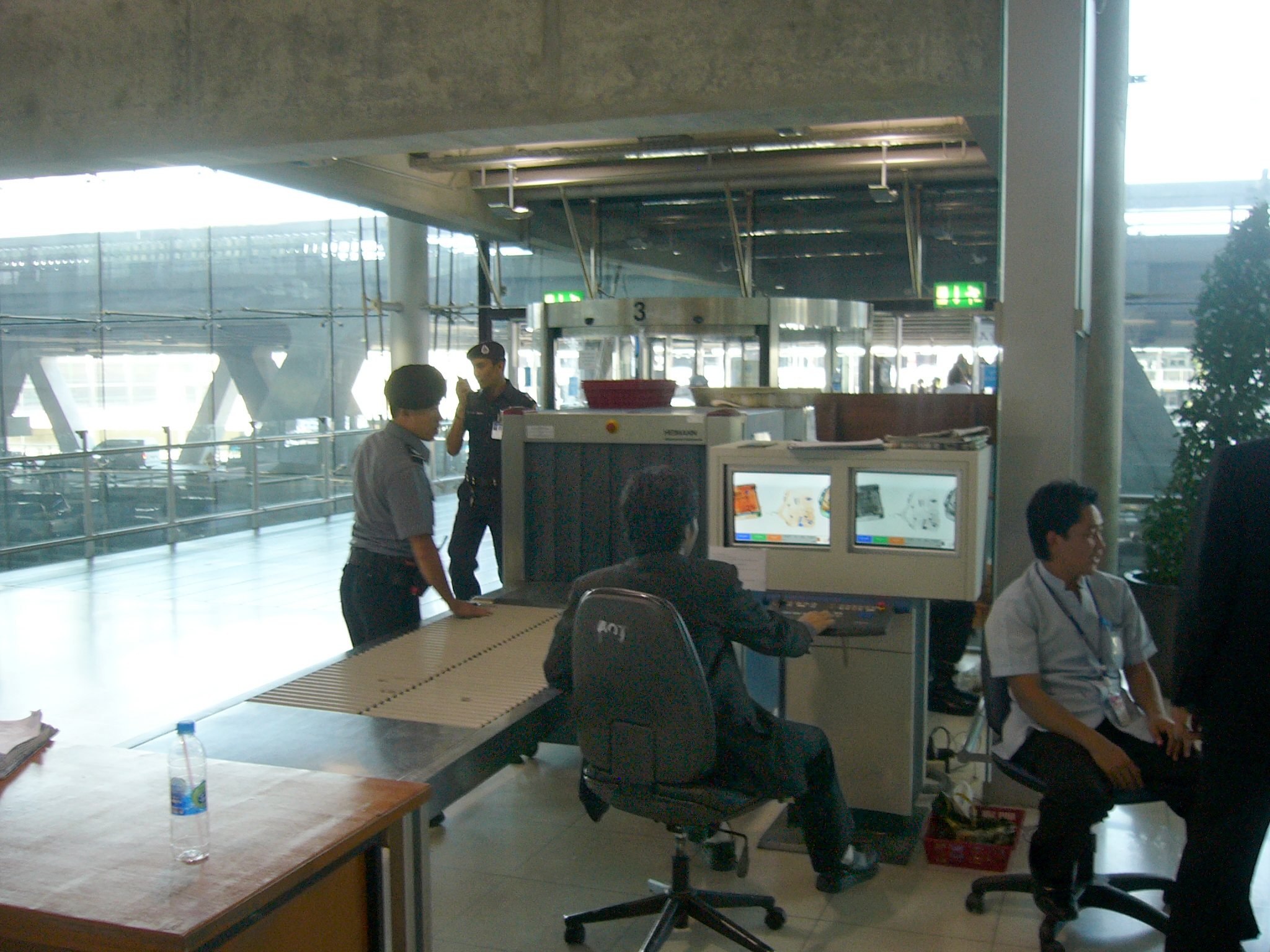
Monitoramento de bagagens no Aeroporto Internacional de Suvarnabhumi em Bancoque

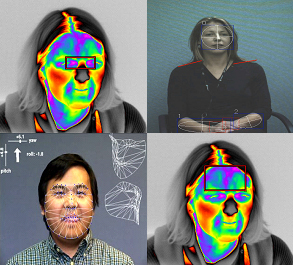
Imagem demonstrativa do Project Hostile Intent (Projeto Intenção Hostil).

A segurança aeroportuária inclui as técnicas e métodos utilizados na tentativa de proteger os passageiros, a equipe, as aeronaves e os bens do aeroporto contra danos maliciosos, crime, terrorismo e outras ameaças.
A segurança na aviação é uma combinação de medidas e de recursos humanos e materiais destinada a proteger a aviação civil contra atos de interferência ilegal. As interferências ilegais podem ser atos de terrorismo, sabotagem, ameaça à vida e à propriedade, comunicação de falsas ameaças, bombardeamentos, etc.

## Descrição
Um grande número de pessoas transita nos aeroportos todos os dias. Isso representa alvos em potencial para o terrorismo e outras formas de crime, devido ao número de pessoas concentradas em um único local. Da mesma forma, a alta concentração de pessoas em aviões de grande porte aumenta a taxa de mortalidade potencialmente alta com ataques a aeronaves, e a capacidade de usar um avião capturado como arma letal pode ser um alvo atraente para o terrorismo (como nos ataques de 11 de setembro).

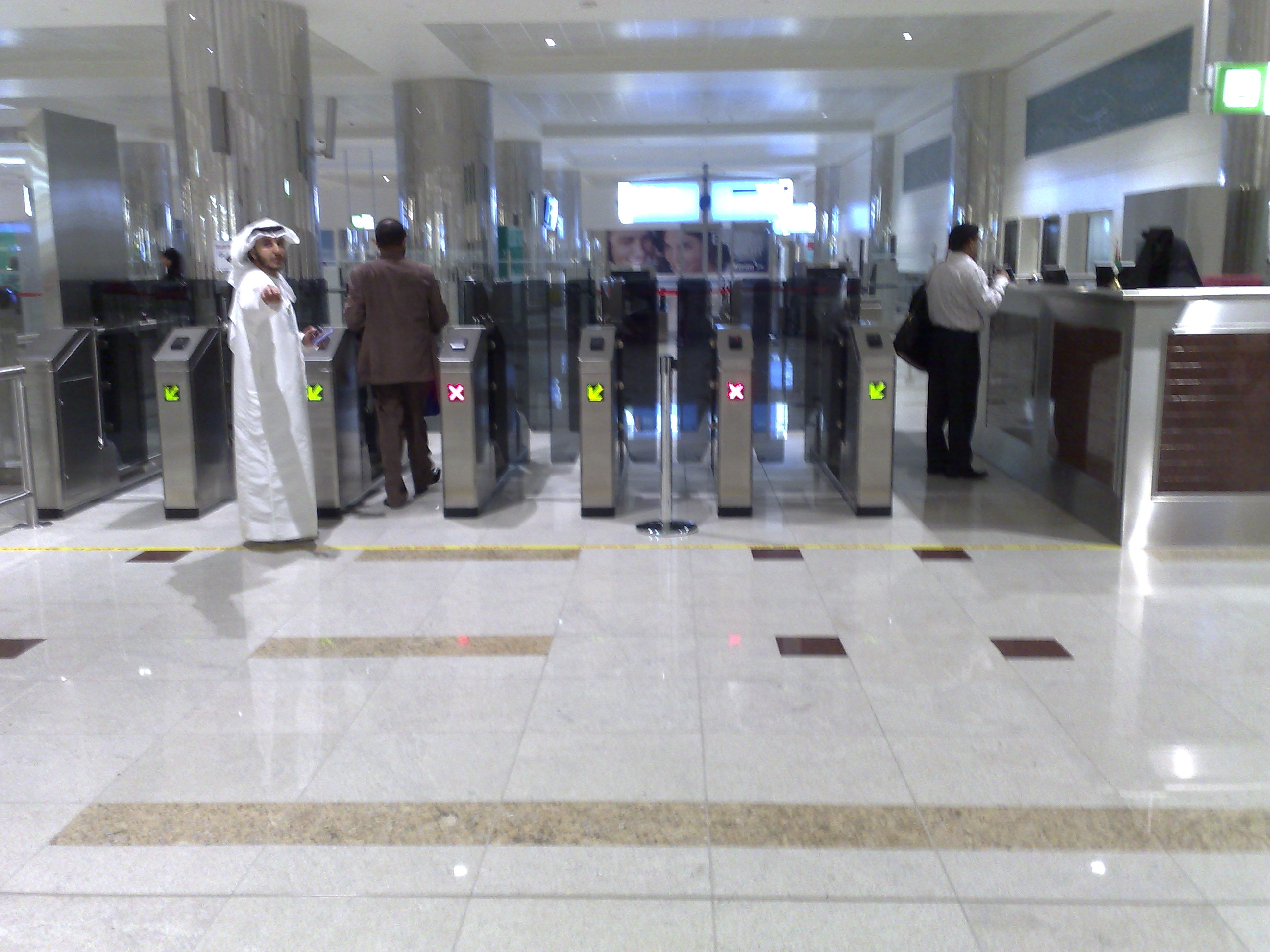
Controle de passaportes no Aeroporto Internacional de Dubai

A segurança aeroportuária tenta evitar que ameaças ou situações potencialmente perigosas surjam, ou entrem no país. Se a segurança aeroportuária for bem-sucedida, as chances de qualquer situação perigosa, itens ilegais ou ameaças entrarem em uma aeronave, país ou aeroporto serão bastante reduzidas. Dessa forma, a segurança aeroportuária serve a vários propósitos: proteger o aeroporto e o país de qualquer evento ameaçador, garantir segurança ao público viajante e proteger o país e seu povo.
Monte R. Belger, da Administração Federal de Aviação dos EUA, ressalta: "O objetivo da segurança na aviação é evitar danos às aeronaves, aos passageiros e à tripulação, bem como apoiar a segurança nacional e a política antiterrorismo".

## Autoridade de fiscalização aeroportuária

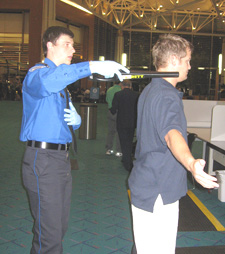
Revista de passageiro da TSA

Embora alguns países possam ter uma instituição que proteja todos os seus aeroportos (como a Austrália, onde a Polícia Federal Australiana policia o aeroporto), em outros países a proteção é controlada ao nível estadual ou local. A equipe principal varia e pode incluir:
- uma força policial contratada e dedicada ao aeroporto, por exemplo, o Irish Airport Police Service;

- uma filial (subestação) do departamento de polícia local no aeroporto;

- membros do departamento de polícia local designados para o aeroporto como sua área de patrulha normal;

- membros do serviço de proteção aeroportuária de um país. Por exemplo, TSA dos EUA;

- serviços de cães policiais para detecção de explosivos, drogas e outros fins;

Outros recursos podem incluir:
- Guardas de segurança

- Forças paramilitares

- Forças militares

## Processos e equipamentos
Alguns incidentes resultaram do fato dos passageiros transportarem armas ou itens que poderiam ser usados como armas a bordo da aeronave para que pudessem tomar controle do avião. Na triagem de segurança de passageiros, estes são examinados por detectores de metal e/ou scanners de ondas milimétricas. As máquinas de detecção de explosivos utilizadas incluem máquinas de raios-x e máquinas de portal de detecção de traços de explosivos. Em alguns casos, a detecção de explosivos pode ser automatizada usando técnicas de aprendizado de máquina. Nos Estados Unidos, a TSA está trabalhando em novas máquinas de escaneamento que ainda são eficazes na busca de objetos que não são permitidos nos aviões, mas que não coloquem os passageiros em um estado de despimento que alguns consideram constrangedor. As máquinas de detecção de explosivos também podem ser usadas tanto na bagagem de mão quanto na bagagem despachada. Elas detectam compostos voláteis emitidos por explosivos usando cromatografia gasosa.
A tomografia computadorizada e o escaneamento corporal (radiação Thz) também podem ser realizados. Os sistemas de inteligência artificial também estão sendo usados, por exemplo, para o serviço de tradução em estações de informações ao redor do aeroporto e para reduzir o tempo que os aviões passam no portão entre os voos (monitorando e analisando tudo o que acontece depois que a aeronave aterrissa). No futuro, também poderão ser usados em conjunto com máquinas de tomografia computadorizada e detectores de radiação Thz, bem como na implantação biométrica em pontos de contato e em novas soluções, como triagem baseada em risco e análise inteligente de vídeo.
Um desenvolvimento recente é o uso controverso de raios-x de retroespalhamento para detectar armas e explosivos escondidos nos passageiros. Esses dispositivos, que usam o efeito Compton, exigem que o passageiro fique próximo a um painel plano e produzam uma imagem de alta resolução. Uma tecnologia lançada em Israel no início de 2008 permite que os passageiros passem pelos detectores de metal sem tirar os sapatos, um processo necessário, pois os detectores de portão de entrada não são confiáveis para detectar metal nos sapatos ou nas extremidades inferiores do corpo. Como alternativa, os passageiros entram totalmente calçados em um dispositivo que faz a varredura em menos de 1,2 segundos em busca de objetos tão pequenos quanto uma lâmina de barbear. Em alguns países, pessoas especialmente treinadas podem conversar com os passageiros para detectar ameaças, em vez de depender apenas do equipamento para encontrá-las.
Uma única varredura de retroespalhamento expõe o alvo a entre 0,05 e 0,1 microsievert de radiação. Em comparação, a exposição de uma radiografia de tórax padrão é quase 100 vezes maior.
Geralmente, as pessoas passam pela triagem de segurança do aeroporto em áreas onde estão localizados os portões de saída da aeronave. Essas áreas são geralmente chamadas de "seguras", "estéreis" e aeroportuárias. Os passageiros são descarregados dos aviões na área estéril, de modo que normalmente não precisam passar por novo rastreamento ao desembarcar de um voo doméstico. No entanto, continuam sujeitos a revista a qualquer momento. Os pontos de venda de alimentos nos aeroportos passaram a usar copos e utensílios de plástico em vez de copos de vidro e utensílios de metal para reduzir a utilidade desses itens como armas.
Nos Estados Unidos, os não-passageiros já foram autorizados a entrar nos saguões para encontrar amigos ou parentes que chegavam em seus portões, mas isso agora é bastante restrito devido aos ataques terroristas. Os não-passageiros devem obter um passe de portão para entrar na área segura do aeroporto. Os motivos mais comuns pelos quais um não-passageiro pode obter um passe de portão são para ajudar crianças e idosos, bem como para participar de reuniões de negócios que ocorrem na área segura do aeroporto. Nos Estados Unidos, geralmente é necessário um aviso com pelo menos 24 horas de antecedência para aqueles que planejam participar de uma reunião de negócios dentro da área segura do aeroporto. Outros países, como a Austrália, não restringem o acesso de não-viajantes à área, no entanto, os não-passageiros estão geralmente sujeitos às mesmas verificações de segurança que os passageiros.
As áreas sensíveis dos aeroportos, incluindo rampas e espaços operacionais, são restritas ao público em geral. Chamados de SIDA (Área de Exibição de Identificação de Segurança), esses espaços exigem qualificações especiais para entrar. Os sistemas podem consistir em portões de controle de acesso físico ou em sistemas mais passivos que monitoram as pessoas que passam por áreas restritas e emitem um alerta se uma área restrita for acessada.
Em todo o mundo, há dezenas de aeroportos que instituíram uma versão de um "programa de viajantes confiáveis". Os defensores argumentam que a triagem de segurança pode se tornar mais eficiente detectando as pessoas que são ameaças e revistando-as em seguida. Eles argumentam que a revista de indivíduos confiáveis e verificados não deveria levar o tempo que leva. Os críticos argumentam que esses programas diminuem a segurança ao proporcionar um caminho mais fácil para o transporte de contrabando.
Outra medida crítica de segurança usada por vários aeroportos regionais e internacionais são os sistemas de detecção de intrusão de perímetro por fibra óptica. Esses sistemas de segurança permitem que a segurança do aeroporto localize e detecte qualquer intrusão no perímetro do aeroporto, garantindo a notificação imediata e em tempo real da intrusão, o que permite que a equipe de segurança avalie a ameaça, rastreie o movimento e acione os procedimentos de segurança necessários. Isso foi utilizado de forma notável no Aeroporto Internacional de Dulles e no JFPASS militar dos EUA.

## Incidentes notáveis
Em 30 de maio de 1972, três membros do Exército Vermelho Japonês realizaram um ataque terrorista no Aeroporto de Lod, popularmente chamado de massacre do Aeroporto de Lod, hoje conhecido como Aeroporto Internacional Ben Gurion, em Tel Aviv. Disparando indiscriminadamente com armas de fogo automáticas e lançando granadas, eles conseguiram matar 24 pessoas e ferir outras 78 antes de serem neutralizados (um deles por suicídio). Um dos três terroristas, Kozo Okamoto, sobreviveu ao incidente.
O primeiro ataque terrorista do mundo durante um voo foi no 455 da Cubana, em 6 de outubro de 1976, quando o avião que ia de Barbados para a Jamaica foi derrubado por duas bombas-relógio, matando 73 pessoas. As evidências implicaram vários exilados cubanos anti-castristas ligados à Agência Central de Inteligência e membros da polícia secreta venezuelana DISIP, incluindo Luis Posada Carriles.
A catástrofe aérea mais mortal resultante da falha da segurança do aeroporto em detectar uma bomba a bordo foi no voo 182 da Air India em 1985, que matou 329 pessoas.
Outra bomba a bordo que passou despercebida pela segurança do aeroporto foi a do voo 103 da Pan Am em 1988, que matou 270 pessoas, 259 no avião e 11 residentes de Lockerbie, na Escócia.
Outra falha notável foi o bombardeio do voo 434 da Philippine Airlines em 1994, que acabou sendo um teste para um ataque terrorista planejado chamado Operação Bojinka. A explosão foi pequena, matando uma pessoa, e o avião fez um pouso de emergência. A Operação Bojinka foi descoberta e frustrada pela polícia de Manila em 1995.
Os ataques aos aeroportos de Roma e Viena em dezembro de 1985 foram mais dois casos de falhas na segurança dos aeroportos. 20 pessoas foram mortas quando homens armados lançaram granadas e abriram fogo contra viajantes nos guichês de passagens da companhia aérea El Al.
Os atentados de 11 de setembro são os ataques terroristas mais conhecidos dos últimos tempos envolvendo viagens aéreas. Na manhã de 11 de setembro de 2001, 19 membros do grupo terrorista islâmico Al-Qaeda assumiram o controle de quatro aviões na costa leste dos Estados Unidos e deliberadamente colidiram dois deles contra as duas torres do World Trade Center na cidade de Nova Iorque e o terceiro contra o Pentágono no condado de Arlington, Virgínia. Um quarto avião caiu em um campo próximo a Shanksville, Pensilvânia, não atingindo Washington, D.C., seu alvo pretendido, o Capitólio dos EUA ou a Casa Branca. Os ataques resultaram na morte de 2.996 pessoas, incluindo os 245 civis, um policial e os 19 sequestradores a bordo dos quatro aviões.
Em 5 de julho de 2002, um atirador abriu fogo no Aeroporto Internacional de Los Angeles (balcão de passagens da El Al de Israel). O atirador matou duas pessoas e feriu quatro.
Em 10 de agosto de 2006, a segurança nos aeroportos do Reino Unido, Canadá e Estados Unidos foi aumentada significativamente devido à descoberta pelas autoridades britânicas de um plano terrorista que visava detonar explosivos líquidos em voos provenientes desses países. Esse fato também é notável, pois foi a primeira vez que o Nível de Alerta de Terror dos EUA chegou ao "vermelho". O incidente também levou a restrições mais rígidas ao transporte de líquidos e géis na bagagem de mão na UE, no Canadá e nos Estados Unidos.
Em 7 de maio de 2020, o voo 1392 da Southwest Airlines atingiu e matou um pedestre durante o pouso na pista 17R do Aeroporto Internacional de Austin-Bergstrom. Não foram registrados ferimentos nos 53 passageiros e 5 tripulantes a bordo da aeronave. Posteriormente, confirmou-se que a vítima, que não era um funcionário do aeroporto com crachá, violou a segurança do aeroporto ao chegar à pista. O acidente está sendo investigado.

## Forças de segurança aeroportuária por país/região

### Canadá
Todas as restrições que envolvem a segurança aeroportuária são determinadas pela Transport Canada e algumas são implementadas pela Canadian Air Transport Security Authority (CATSA) em conjunto com o operador do aeroporto. Desde os ataques de 11 de setembro, bem como o atentado à bomba na Air India em 1985 e outros incidentes, a segurança nos aeroportos foi reforçada no Canadá para evitar qualquer ataque no espaço aéreo canadense.
A CATSA usa máquinas de raios X para verificar o conteúdo de todas as bagagens de mão, bem como detectores de metal, equipamentos de detecção de traços de explosivos (ETD) e revistas físicas aleatórias dos passageiros nos pontos de triagem antes do embarque. Máquinas de raios-x, máquinas CTX, raios-x de alta resolução e ETDs também são usados para escanear as bagagens despachadas. Todas as bagagens despachadas são sempre submetidas a raios X em todos os principais aeroportos comerciais.
A CATSA lançou seu programa de Cartão de Identidade de Área Restrita (RAIC) em janeiro de 2007. O RAIC é o primeiro sistema de controle de acesso biométrico duplo do mundo para aeroportos. Esse programa substitui os antigos passes de área restrita emitidos para funcionários do aeroporto após verificações de segurança pelo Serviço Canadense de Inteligência de Segurança, pela Polícia Montada Real do Canadá (RCMP) e pela Transport Canada por novos cartões (emitidos após a realização das mesmas verificações) que contêm informações biométricas (impressões digitais e escaneamento da íris) pertencentes à pessoa que emitiu o RAIC.
Embora a CATSA seja responsável pela triagem de passageiros antes do embarque e pela triagem aleatória de não passageiros, ela contrata "prestadores de serviços" terceirizados, como G4S, Securitas e GardaWorld, para treinar, gerenciar e empregar os agentes de triagem. Além disso, as autoridades aeroportuárias individuais que foram privatizadas na década de 1990 pelo governo canadense são responsáveis pela segurança geral do aeroporto, em vez da CATSA, e normalmente contratam empresas privadas e, no caso de grandes aeroportos, pagam para que um pequeno contingente de policiais locais também permaneça no local.
A segurança e a proteção nos aeroportos do Canadá são fornecidas pelas forças policiais locais. A RCMP costumava prestar esse serviço na maioria dos aeroportos, mas atualmente continua prestando apenas em alguns:
- Aeroporto Internacional de Vancouver — Destacamento de Richmond da RCMP

- Aeroporto Internacional de Calgary — Unidade do Aeroporto do Serviço de Polícia de Calgary (1997)

- Aeroporto Internacional de Edmonton — destacamento da RCMP no Aeroporto Internacional de Edmonton

- Aeroporto Internacional de Winnipeg James Armstrong Richardson — Serviço de Polícia de Winnipeg (1997)

- Aeroporto Internacional Pearson de Toronto — Divisão de Aeroportos da Polícia Regional de Peel (1997) com assistência do destacamento da RCMP no Aeroporto de Toronto

- Aeroporto Internacional Macdonald-Cartier de Ottawa — Seção de Policiamento Aeroportuário do Serviço de Polícia de Ottawa (1997)

- Aeroporto Internacional Pierre Elliott Trudeau de Montréal — Unidade Aeroportuária do Serviço de Polícia de Montreal com assistência da Unidade Aeroportuária da RCMP

- Aeroporto Internacional de Halifax Stanfield — Polícia Regional de Halifax

### União Europeia

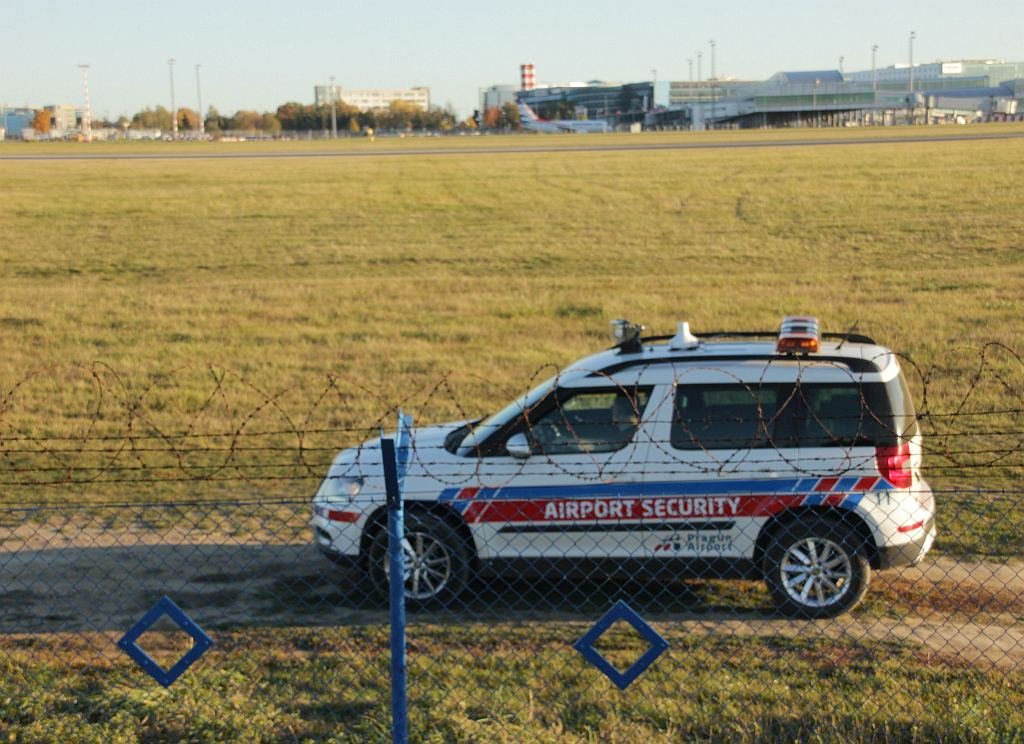
Carro de segurança do aeroporto patrulhando o perímetro da área restrita

O Regulamento (EC) nº 300/2008 do Parlamento Europeu e do Conselho estabelece regras comuns na União Europeia para proteger a aviação civil contra atos de interferência ilegal. As disposições do regulamento se aplicam a todos os aeroportos ou partes de aeroportos localizados em um país da UE que não sejam usados exclusivamente para fins militares. As disposições também se aplicam a todos os operadores, incluindo transportadoras aéreas, que prestam serviços nos aeroportos mencionados acima. Também se aplicam a todas as entidades localizadas dentro ou fora das instalações do aeroporto que prestam serviços aos aeroportos. As normas do Regulamento 300/2008 são implementadas pelo Regulamento (UE) 2015/1998 da Comissão.
A regulamentação nº 2320/2002 de 2002 introduziu a exigência de controles de segurança para todos os voos de passageiros, inclusive os domésticos. Alguns países da UE não tinham verificações para voos domésticos até cerca de 2005 (a introdução de verificações de segurança completas levou algum tempo, pois os terminais poderiam precisar de expansão).

### Finlândia
A verificação de segurança de passageiros, bagagens e cargas e as funções de guarda de segurança são terceirizadas. A segurança pública geral é de responsabilidade da polícia finlandesa, que tem uma unidade aeroportuária no Aeroporto de Helsinque. Essa unidade aeroportuária tem uma investigação criminal, um esquadrão canino e um esquadrão TEPO (terroristas e bombas), além de um componente de inteligência PTR (polícia, alfândega e guarda de fronteira). Além disso, as unidades da Guarda de Fronteira finlandesa nos aeroportos geralmente prendem indivíduos procurados ou fugitivos na fronteira, e a alfândega finlandesa apreende, por exemplo, armas, documentos falsos ou explosivos, além de indivíduos procurados.

### França
A segurança francesa foi reforçada desde os ataques terroristas na França em 1986. Em resposta, a França criou o programa Vigipirate. O programa usa tropas para reforçar a segurança local e aumenta os requisitos de triagem e verificação de identidade. Desde 1996, os pontos de controle de segurança foram transferidos da Police Nationale/Gendarmerie de l'Air para empresas privadas contratadas pelas autoridades aeroportuárias.

### Islândia
Como membro do Espaço Econômico Europeu, a Islândia adotou a regulamentação EC nº 300/2008 na legislação nacional e, portanto, cumpre as normas da UE sobre segurança aeroportuária para todos os voos internacionais. Entretanto, os voos domésticos dentro do território islandês estão isentos das regras de segurança. A isenção foi concedida pelo Comitê Conjunto do EEE, citando o afastamento geográfico do país, bem como sua baixa densidade populacional e o pequeno tamanho das aeronaves usadas em operações domésticas.

### Países Baixos

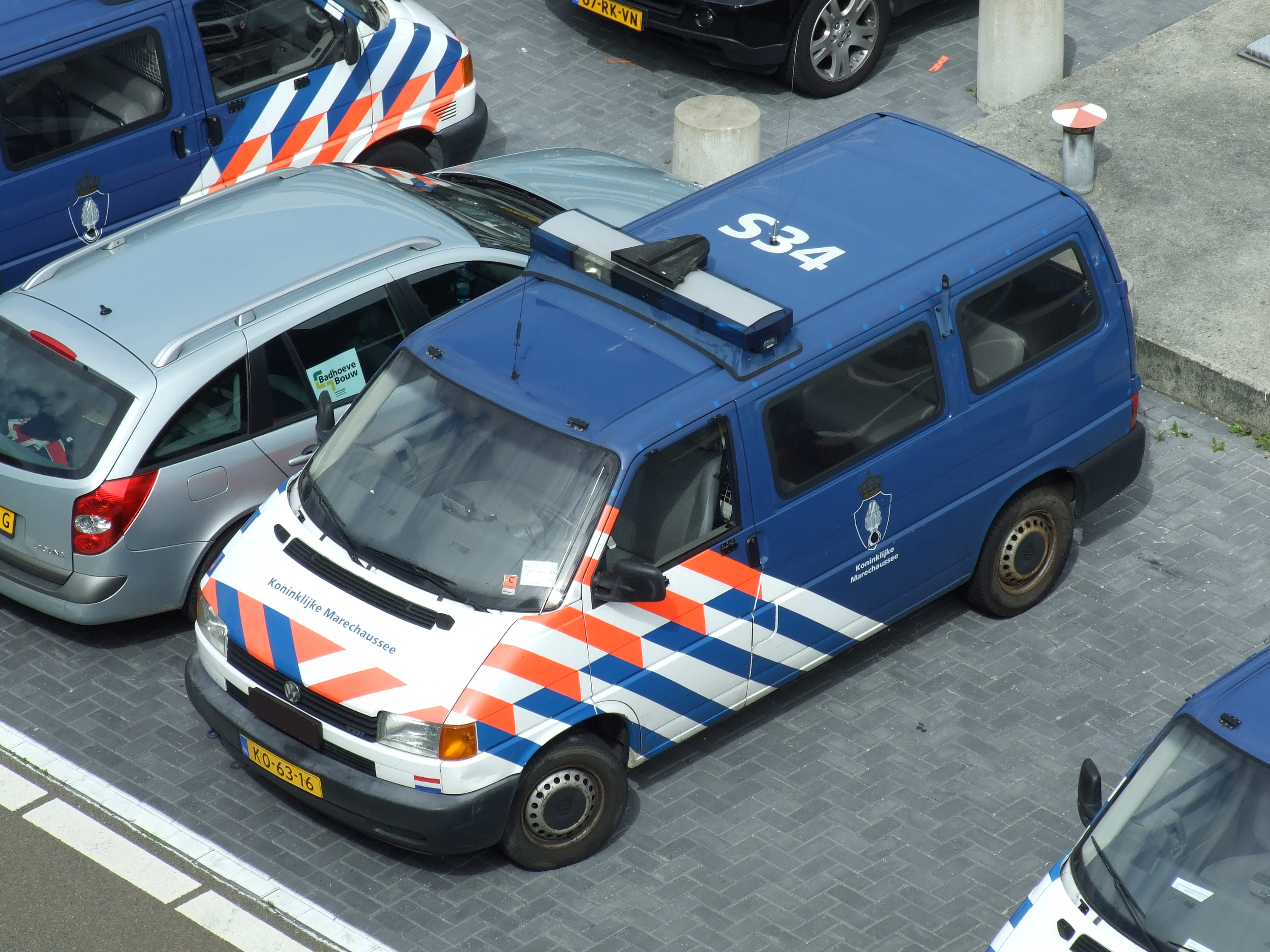
Van holandesa da Marechaussee

A segurança aeroportuária na Holanda é fornecida pela Koninklijke Marechaussee, a Royal Military Constabulary. Além da Royal Military Constabulary, os serviços de segurança dentro e ao redor dos aeroportos na Holanda são fornecidos por várias empresas de segurança privada. Desde o início de 2020, a equipe de segurança do Aeroporto de Schiphol faz uso de tomografia computadorizada em todos os filtros de passageiros, permitindo que os passageiros mantenham seus líquidos e eletrônicos dentro de suas malas, em vez de terem de retirá-los.

### Espanha
A segurança dos aeroportos na Espanha é fornecida pelas forças policiais, bem como por guardas de segurança privados. A Policía Nacional fornece segurança geral, bem como verificação de passaportes (em aeroportos internacionais) e documentação. Na Catalunha e no País Basco, os Mossos d'Esquadra e a Ertzaintza, respectivamente, substituíram a Policía Nacional, exceto pelas funções de documentação. A Guardia Civil cuida da segurança e do controle alfandegário, muitas vezes auxiliada por guardas de segurança particulares. A polícia local fornece segurança e controle de tráfego fora do prédio do aeroporto.
As medidas de segurança são controladas pela empresa estatal Aena e estão vinculadas às regulamentações da Comissão Europeia, como em outros países da União Europeia.

### Suécia
A segurança é feita por guardas de segurança fornecidos pelo próprio aeroporto, com assistência policial, se necessário. Os bombeiros do aeroporto também são guardas de segurança. A Agência Sueca de Transportes decide as regras para o controle, com base em regulamentações internacionais. Os aeroportos são geralmente definidos por lei como "objetos protegidos", o que dá aos guardas autoridade extra, como exigir documentos de identidade e revistar os pertences das pessoas. Tradicionalmente, a Suécia se considera um país de baixa criminalidade, com pouca necessidade de verificações de segurança. A Suécia introduziu controles de segurança para saídas internacionais quando as regulamentações internacionais exigiram isso por volta das décadas de 1970/1980. Em setembro de 2001, foi tomada a decisão de introduzir controles de segurança também para voos domésticos. Isso levou alguns anos para ser implementado, pois os aeroportos e terminais domésticos não tinham espaço preparado para isso.

### Reino Unido

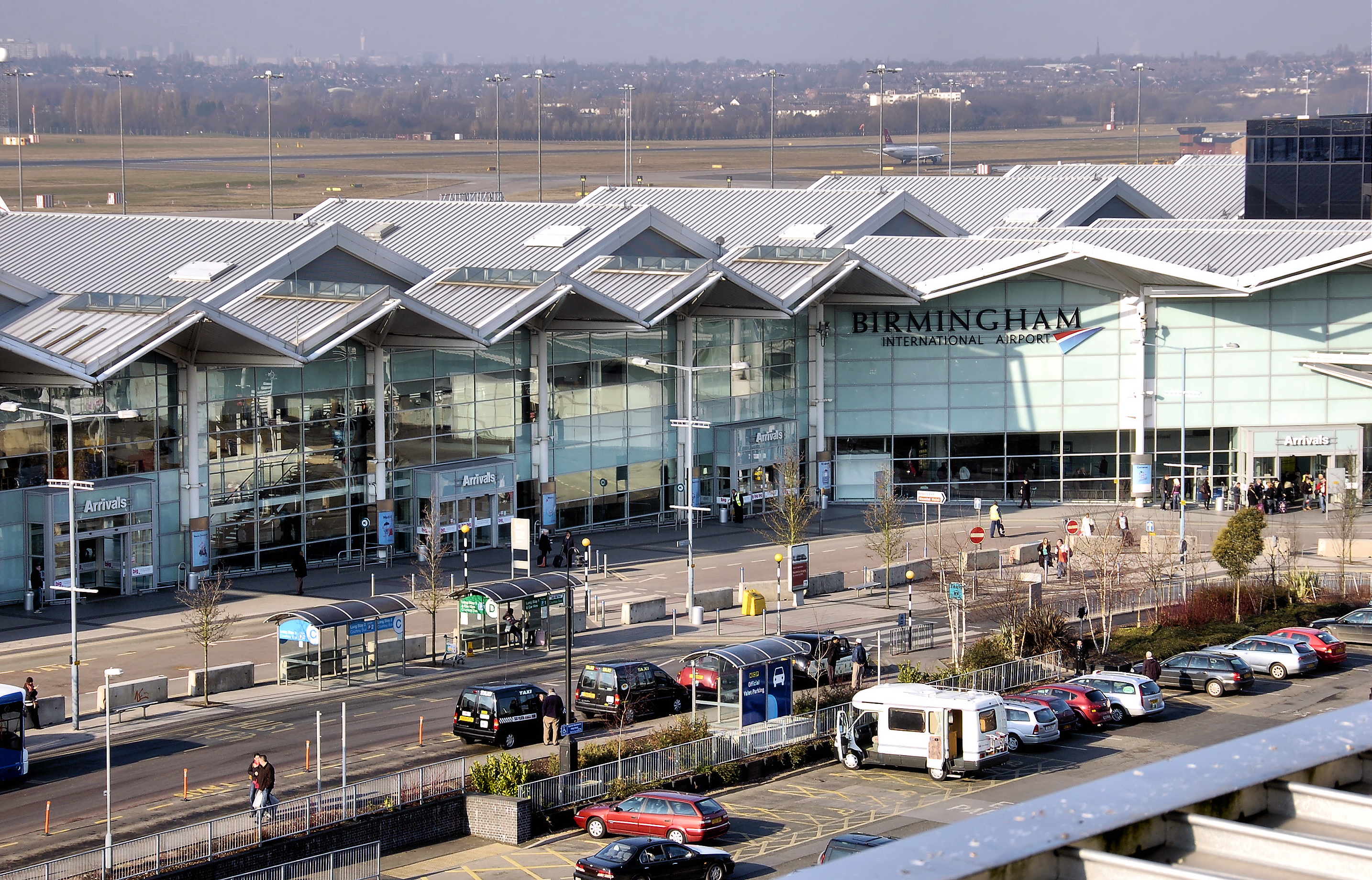
Terminal 2 do Aeroporto Internacional de Birmingham, Inglaterra. As barreiras de segurança de concreto dificultam a aproximação de veículos.

O Departmentos de Transportes (DfT) é a autoridade governamental para a segurança aeroportuária no Reino Unido, sendo que a Civil Aviation Authority (CAA) também é responsável por determinadas funções regulatórias de segurança. Em setembro de 2004, com o Ministério do Interior, o DfT deu início a uma iniciativa chamada "Multi Agency Threat and Risk Assessment" (MATRA), que foi testada em cinco dos principais aeroportos do Reino Unido: Heathrow, Birmingham, East Midlands, Newcastle e Glasgow. Após testes bem-sucedidos, o sistema foi implementado em todos os 44 aeroportos.
Desde os ataques de 11 de setembro em Nova Iorque e Washington, o Reino Unido foi avaliado como um país de alto risco devido ao seu apoio aos Estados Unidos na invasão do Afeganistão e do Iraque.

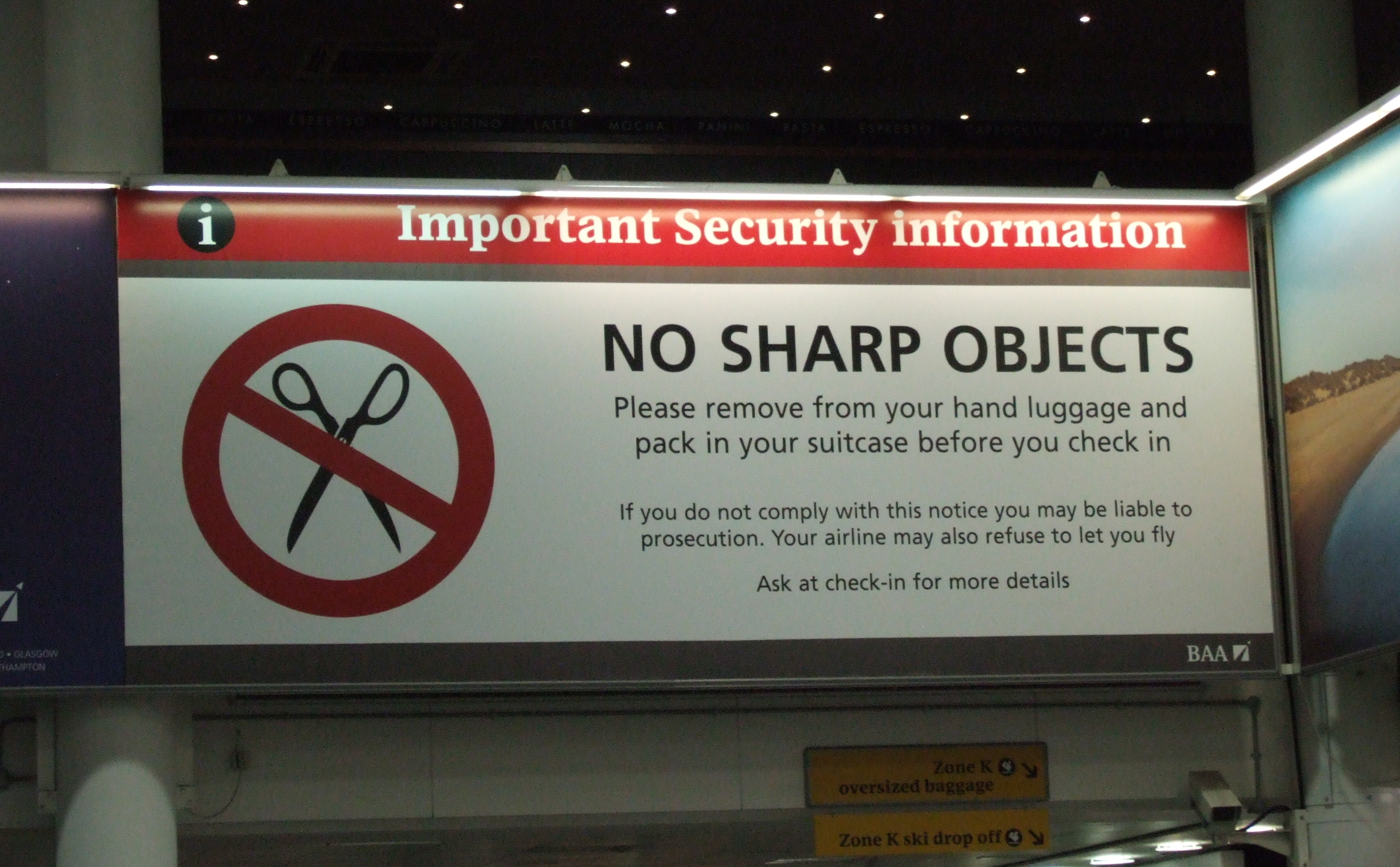
Placa de proibido objetos cortantes no Aeroporto de Gatwick

Desde 7 de janeiro de 2008, os viajantes não estão mais limitados a um único volume de bagagem de mão na maioria dos principais aeroportos do Reino Unido. Atualmente, a bagagem de mão não é limitada por tamanho ou peso pelo DfT/CAA, embora a maioria das companhias aéreas imponha suas próprias regras.
O Reino Unido testou um novo e polêmico método de triagem de passageiros para melhorar ainda mais a segurança nos aeroportos, usando máquinas de raios-x de retroespalhamento que fornecem uma visão de 360 graus de uma pessoa, além de "ver" sob as roupas, até a pele e os ossos. Elas não são mais usadas e foram substituídas por scanners de ondas milimétricas que mostram qualquer item escondido sem mostrar o corpo do passageiro.

### Hong Kong

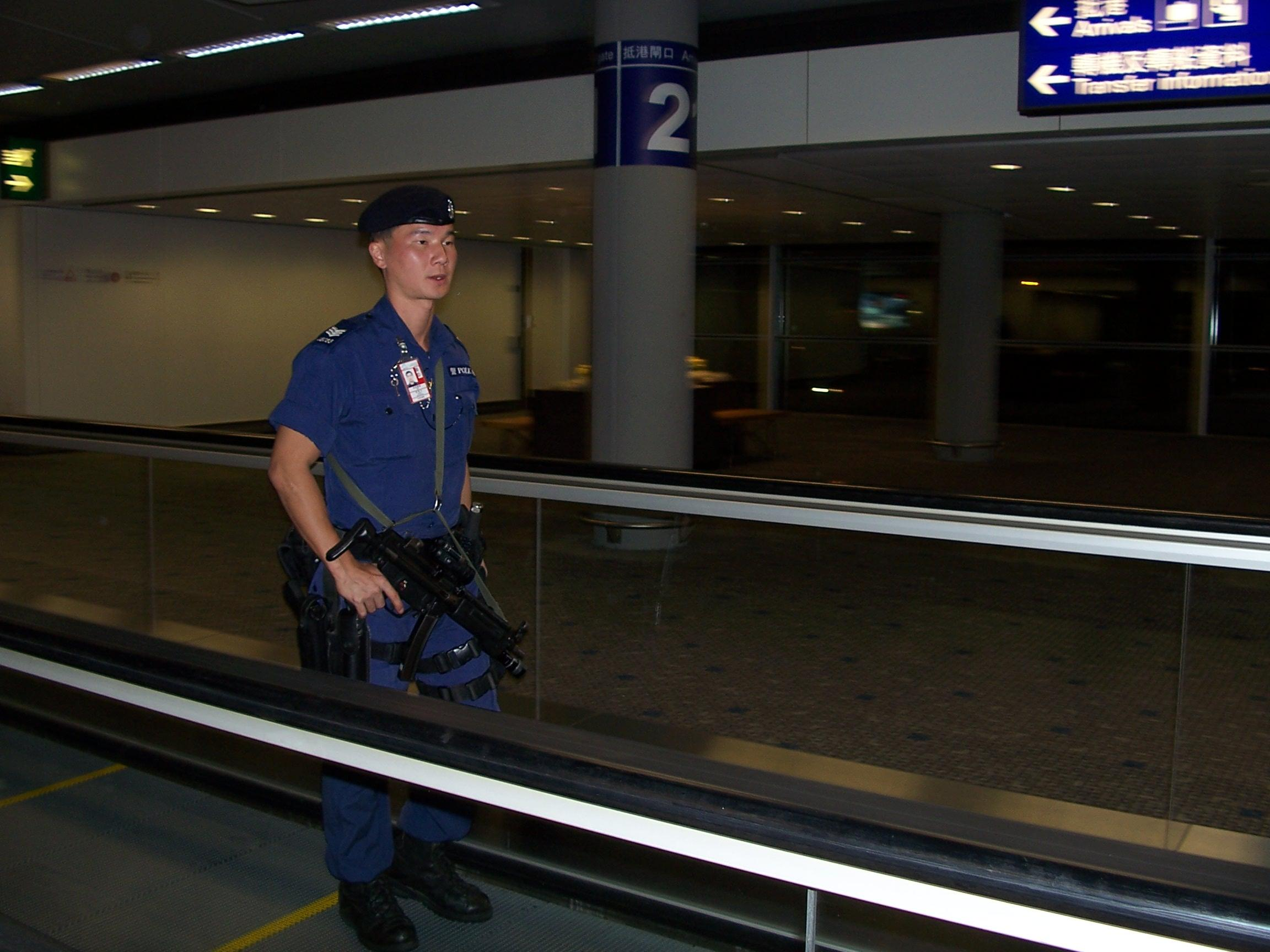
Unidade de segurança do aeroporto em patrulha no Aeroporto Internacional de Hong Kong

O Aeroporto Internacional de Hong Kong é protegido pela Força Policial de Hong Kong e pela Aviation Security Company (AVSECO). Dentro da força policial, o Distrito do Aeroporto é responsável pela segurança e proteção da região do aeroporto. As unidades de segurança do aeroporto são distribuídas pelo aeroporto e estão armadas com submetralhadoras H&K MP5 A3 e pistolas Glock 17. A segurança da área restrita é de responsabilidade da polícia e da AVSECO.
Embora o aeroporto esteja sob o controle da Autoridade Aeroportuária de Hong Kong (AAHK), o poder de segurança foi delegado às equipes da AVSECO. Todas as pessoas e bagagens transportadas devem passar por raio-x e ser verificadas nos pontos de triagem de segurança da AVSECO (com algumas exceções na Tenant Restricted Area).
O Departamento de Imigração verificará o passaporte e outras identidades dos passageiros, enquanto o Departamento de Alfândega e Impostos verificará a bagagem dos passageiros e da tripulação para desencorajar a entrada de drogas e contrabando em Hong Kong.

### Índia
A Índia intensificou sua segurança aeroportuária após o sequestro de Kandahar em 1999. A Central Industrial Security Force (CISF), uma organização paramilitar, é responsável pela segurança dos aeroportos sob a estrutura regulatória do Bureau of Civil Aviation Security (Ministério da Aviação Civil). A CISF formou um Grupo de Segurança Aeroportuária para proteger os aeroportos indianos. Agora, cada aeroporto recebeu uma APSU (Airport Security Unit), uma unidade treinada para combater a interferência ilegal na aviação civil. Além da CISF, toda companhia aérea doméstica tem um grupo de segurança que cuida da segurança da aeronave.
Ameaças terroristas e narcóticos são as principais ameaças nos aeroportos indianos. Outro problema que alguns aeroportos enfrentam é a proliferação de favelas ao redor dos limites do aeroporto em lugares como Mumbai. Antes do embarque, é provável haver uma revista adicional da bagagem de mão. Além disso, a CISF tem muitas outras funções no contexto da segurança da aviação. A segurança e a triagem da carga são feitas pelos agentes regulamentados ou pela equipe de segurança das próprias companhias aéreas e dos aeroportos, que são testados e certificados pelo Bureau of Civil Aviation Security (BCAS), um órgão regulador da segurança da aviação.

### Israel
A El Al Airlines tem sede em Israel. O último sequestro ocorreu em 23 de julho de 1968, e nenhum avião partindo do Aeroporto Ben Gurion, nos arredores de Tel Aviv, jamais foi sequestrado.
Foi em 1972 que terroristas do Exército Vermelho Japonês lançaram um ataque que causou a morte de pelo menos 24 pessoas no Aeroporto de Lod. Desde então, a segurança no aeroporto se baseia em vários fundamentos, incluindo um grande foco no que Raphael Ron, ex-diretor de segurança do Aeroporto Ben Gurion, chama de "fator humano", que pode ser generalizado como "o fato inescapável de que os ataques terroristas são realizados por pessoas que podem ser encontradas e impedidas por uma metodologia de segurança eficaz".
Em 27 de dezembro de 1985, terroristas atacaram simultaneamente os guichês de passagens da El Al nos aeroportos de Roma, Itália, e Viena, Áustria, usando metralhadoras e granadas de mão. Dezenove civis foram mortos e muitos ficaram feridos. Em resposta, Israel desenvolveu outros métodos para impedir esses massacres e melhorou drasticamente as medidas de segurança em torno dos aeroportos israelenses, prometendo até mesmo fornecer guardas armados à paisana em cada aeroporto estrangeiro. O último ataque terrorista bem-sucedido relacionado a companhias aéreas foi em 1986, quando um agente de segurança encontrou uma mala cheia de explosivos durante o processo de triagem inicial. Embora a mala não tenha entrado a bordo, ela feriu 13 pessoas após detonar no terminal.
Como parte de seu foco no chamado "fator humano", os agentes de segurança israelenses interrogam os viajantes usando o perfilamento racial, destacando aqueles que parecem ser árabes com base no nome ou na aparência física. Além disso, todos os passageiros, mesmo aqueles que não parecem ser de descendência árabe, são questionados sobre o motivo da viagem a Israel, seguido de várias perguntas gerais sobre a viagem para procurar inconsistências. Embora vários grupos de direitos civis tenham exigido o fim da caracterização, Israel afirma que ela é eficaz e inevitável. De acordo com Ariel Merari, um especialista israelense em terrorismo, "seria tolice não usar a criação de perfis quando todos sabem que a maioria dos terroristas vem de determinados grupos étnicos. É provável que sejam muçulmanos e jovens, e a ameaça em potencial justifica incomodar um determinado grupo étnico".
Os passageiros que saem de Israel são verificados em uma lista computadorizada. Os computadores, mantidos pelo Ministério do Interior de Israel, estão conectados à polícia israelense, ao FBI, ao Serviço de Inteligência de Segurança Canadense (CSIS), à Scotland Yard, ao Shabak e à Interpol para capturar suspeitos ou outras pessoas que estejam deixando o país ilegalmente.
Apesar dessa segurança rígida, ocorreu um incidente em 17 de novembro de 2002, no qual um homem aparentemente passou pela segurança do aeroporto Ben Gurion com um canivete e tentou invadir a cabine de comando do voo 581 da El Al, que ia de Tel Aviv para Istambul, na Turquia. Mesmo não havendo registro de feridos e o agressor tendo sido subjugado por guardas escondidos entre os passageiros 15 minutos antes de o avião aterrissar em segurança na Turquia, as autoridades fecharam o Ben Gurion por algum tempo após o ataque para reavaliar a situação de segurança e foi aberta uma investigação para determinar como o homem, um árabe israelense, conseguiu passar com o canivete pela segurança do aeroporto.
Em uma conferência em maio de 2008, o secretário do Departamento de Segurança Interna dos Estados Unidos, Michael Chertoff, disse aos entrevistadores da Reuters que os Estados Unidos procurarão adotar algumas das medidas de segurança israelenses nos aeroportos domésticos. Ele deixou seu cargo em janeiro de 2009, apenas 6 meses após essa declaração, o que pode ou não ter sido tempo suficiente para implementá-las.
Em um foco mais limitado, os aeroportos americanos têm recorrido ao governo israelense e a empresas administradas por israelenses para ajudar a melhorar a segurança no mundo pós 11 de setembro. Autoridades israelenses visitaram o Aeroporto de Los Angeles em novembro de 2008 para reavaliar o aeroporto após terem feito recomendações de melhorias de segurança em 2006. Chamando o Ben Gurion de "o aeroporto mais seguro do mundo", Antonio Villaraigosa, prefeito de Los Angeles, implementou a revisão israelense a fim de trazer tecnologia de ponta e outras medidas táticas para ajudar a proteger o LAX, considerado o principal alvo terrorista do estado e apontado pela rede Al Qaeda. A New Age Security Solutions, liderada pelo ex-diretor de segurança do Ben Gurion e sediada em Washington, D.C., presta consultoria sobre segurança da aviação no Aeroporto Internacional Logan, em Boston.
Outros aeroportos dos EUA que incorporaram táticas e sistemas israelenses incluem o Porto de Oakland e a Autoridade Aeroportuária Regional do Condado de San Diego. "Os israelenses são lendários por sua segurança, e essa é uma oportunidade de ver em primeira mão o que eles fazem, como fazem e, o que é mais importante, a teoria por trás disso", disse Steven Grossman, diretor de aviação do Porto de Oakland. Ele ficou tão impressionado com um briefing apresentado pelos israelenses que sugeriu uma viagem a Israel para a filial americana do Conselho Internacional de Aeroportos a fim de obter uma compreensão mais profunda dos métodos empregados pela segurança aeroportuária israelense e pela aplicação da lei.

### Paquistão
No Paquistão, a Força de Segurança dos Aeroportos (ASF) é responsável por proteger os aeroportos, as instalações e os aviões. A ASF protege o setor de aviação civil contra interferências ilegais, adotando medidas de combate ao terrorismo, prevenindo crimes e mantendo a lei e a ordem dentro dos limites dos aeroportos do Paquistão.

### Singapura

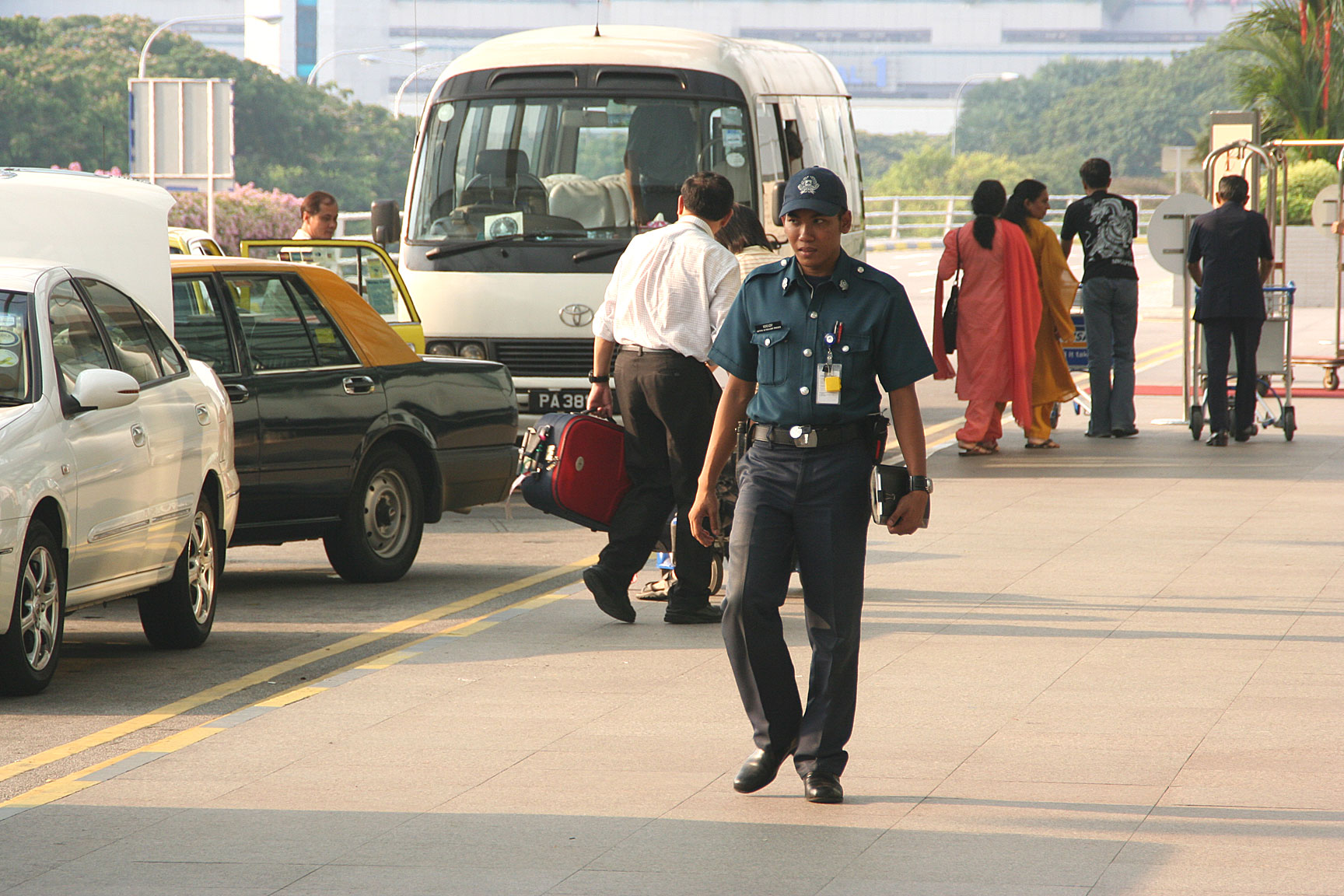
Um policial auxiliar da Aetos do lado de fora do saguão de embarque do Terminal 2 do Aeroporto Changi de Singapura

A segurança dos dois aeroportos internacionais de passageiros do país está sob a alçada da Divisão de Polícia Aeroportuária da Força Policial de Singapura, embora os recursos estejam concentrados no Aeroporto Changi de Singapura, onde o tráfego regular de passageiros é dominante. O Aeroporto de Seletar, especializado em lidar com voos não programados e de treinamento, é visto como um problema de segurança menor. Desde os ataques de 11 de setembro e a designação do Aeroporto de Changi como alvo de terrorismo pela Jemaah Islamiyah, a segurança do aeroporto foi reforçada.
Equipes de patrulha itinerantes, compostas por dois soldados e um policial armado com armas automáticas, patrulham os terminais aleatoriamente. Os passageiros que partem são verificados na entrada do portão, e não após a liberação da imigração, ao contrário do Aeroporto Internacional de Hong Kong. Essa medida de segurança é facilmente percebida pela presença de máquinas de raio-x e detectores de metal em todos os portões, o que normalmente não é visto em outros aeroportos.
Para auxiliar as organizações estatais, há os serviços de segurança fornecidos pelos agentes de solo, a saber, o Certis CISCO, o Serviços de segurança SATS do Terminal de Serviços do Aeroporto de Singapura e o Aetos Security Management Private Limited, formado a partir de uma fusão da unidade de segurança aeroportuária do Changi International Airport Services e de outras empresas para se tornar uma única empresa policial auxiliar em toda a ilha. As funções desses agentes incluem a triagem de bagagens e o controle da movimentação em áreas restritas.
Desde 2005, uma atualização na tecnologia de triagem e as crescentes preocupações com a segurança fizeram com que todos os processos de triagem de bagagens fossem realizados a portas fechadas. Também há planos para a instalação de mais de 400 câmeras para monitorar o aeroporto, a fim de desencorajar ataques a bomba semelhantes aos bombardeios de Songkhla, em 2005, no sul da Tailândia, cujo alvo foi o Aeroporto Internacional de Hat Yai. As licitações para incorporar esse sistema foram convocadas no final de setembro de 2005.
Desde 8 de maio de 2007, as restrições de líquidos com limite de 100 ml estão em vigor, após o plano de 2006 em aviões transatlânticos. Os passageiros são aconselhados a fazer o check-in de líquidos, géis e aerossóis acima de 100 ml; caso contrário, serão confiscados pela segurança do aeroporto. Tudo o que estiver nas áreas de segurança é permitido. No geral, materiais inaceitáveis também são confiscados e devem ser devolvidos ao passageiro (exceto cortadores de unha, lixas de unha, guarda-chuvas e raquetes).
| Lista de itens inaceitáveis | Itens proibidos permanentemente (cabine/check-in) |
| --- | --- |
| - Armas de fogo - Facas - Tesouras (com lâminas de mais de 6 cm). Lâminas com menos de 6 cm são sempre aceitáveis. - Munição - toda munição deve ser descarregada da arma e não pode ser disparada. - Martelos - Pé de cabra | - Fogos de artifício e extintores de incêndio - Pólvoras e sinalizadores de fumaça - Drogas controladas e drogas contrabandeadas - Airbags de veículos - Alvejante líquido - Maçaricos - Aerossóis que possam ser mais inflamáveis (a menos que seja urgente) - Granadas de mão - Isqueiros de cigarro |

### Estados Unidos

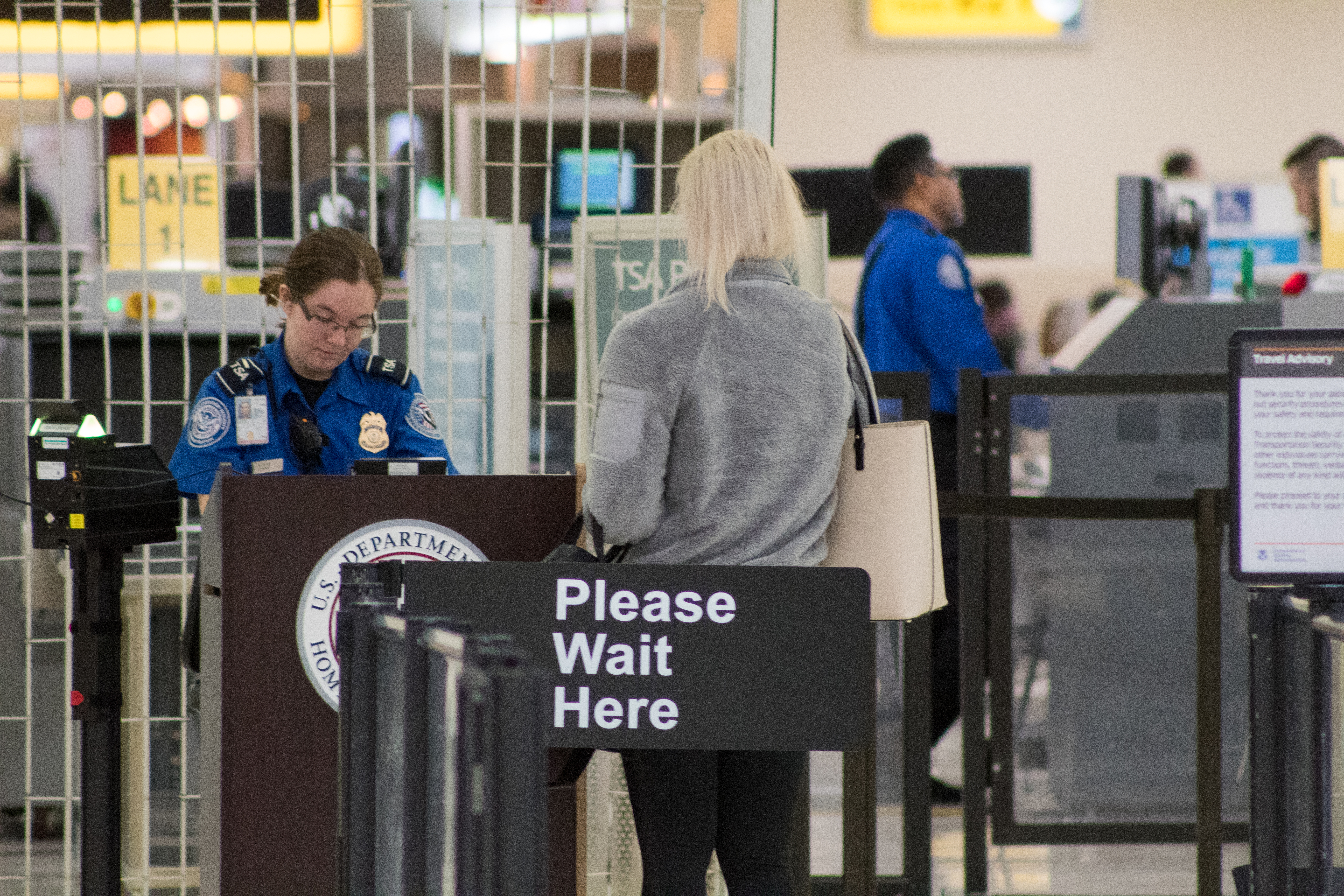
Ponto de controle da Administração de Segurança dos Transportes no Aeroporto Internacional John Glenn Columbus

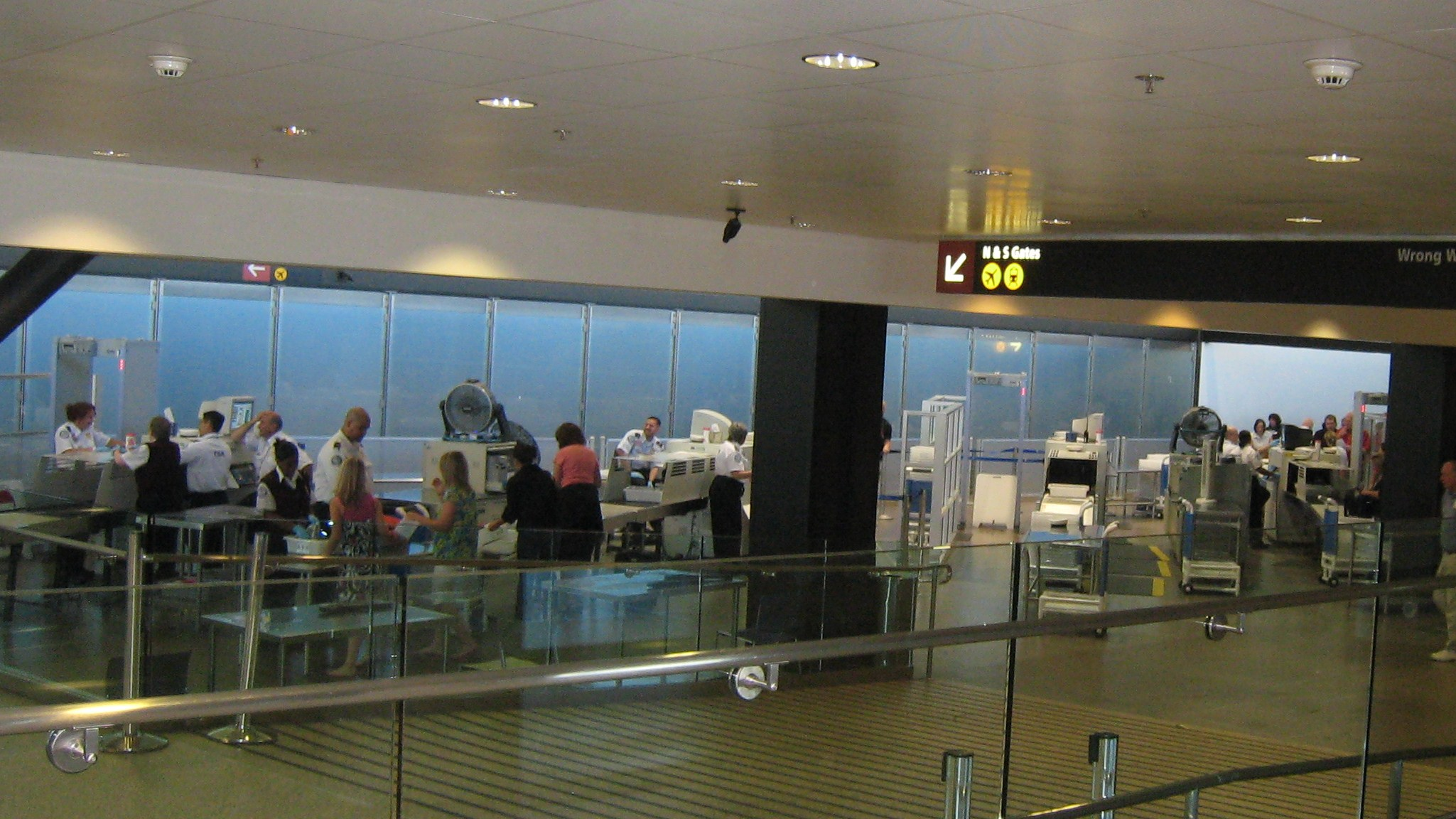
Estações de segurança aeroportuária no Aeroporto Internacional de Seattle-Tacoma

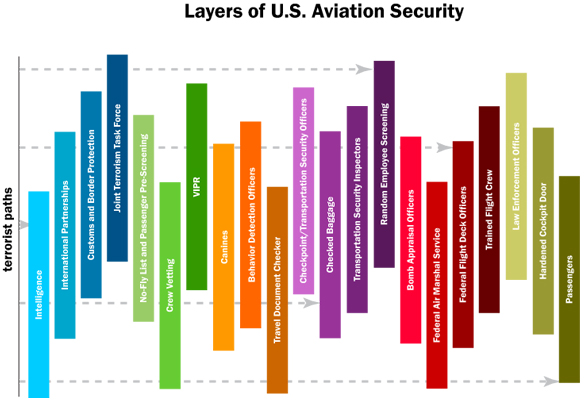
Camadas de segurança dos EUA

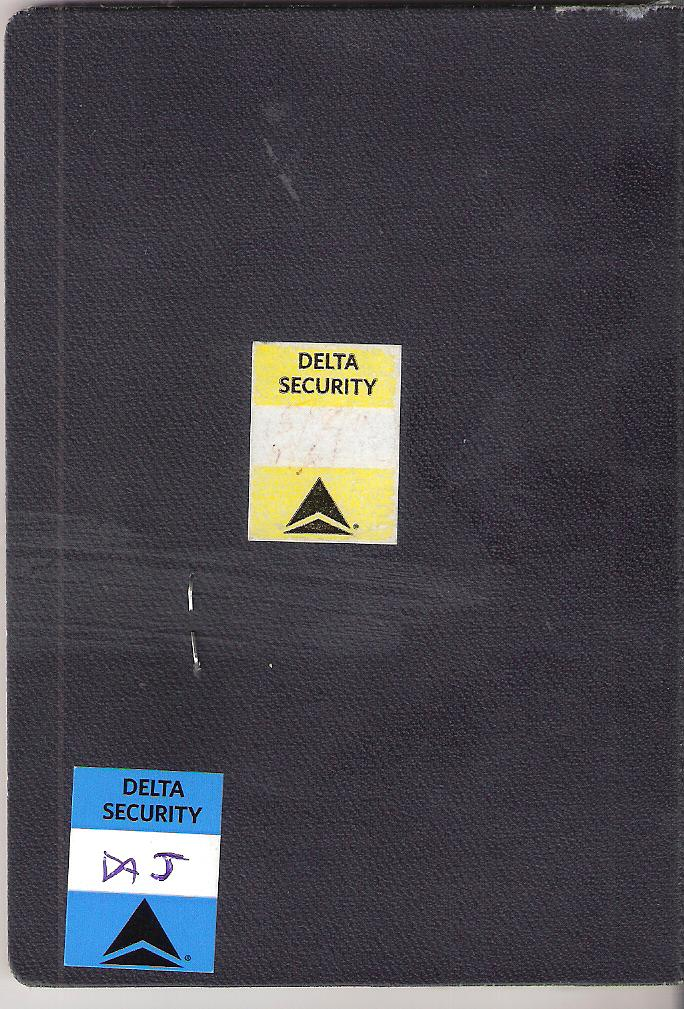
Adesivos da Delta Security no verso de um passaporte

Antes da década de 1970, os aeroportos americanos tinham medidas mínimas de segurança para evitar atos de terrorismo. Para alguns voos com assentos não designados, não era necessário fazer reservas e as tarifas eram cobradas no voo. O grupo de segurança federal começou a atuar em voos de alto risco em 1962 como o Programa de Oficiais de Paz da FAA, os marechais do céu começaram a trabalhar no escritório de campo de Miami do Serviço de Marechais dos Estados Unidos em 1969. (Os sequestradores geralmente queriam desertar para Cuba, o que tornava os voos da Flórida alvos comuns). Não havia número suficiente para proteger todos os voos, e os sequestros continuaram a ocorrer. O primeiro sequestro que resultou em uma fatalidade ocorreu no voo 1320 da Eastern Air Lines em 1970. Mais tarde, em 1970, o número de marechais do céu foi aumentado e alguns passageiros que se enquadravam em um perfil comportamental foram examinados em busca de armas (inclusive com detectores de metal portáteis).
Em 10 de novembro de 1972, um trio de sequestradores ameaçou levar o voo 49 da Southern Airways para um reator nuclear no Laboratório Nacional de Oak Ridge. Como resposta direta a esse incidente, a Administração Federal de Aviação (FAA)  exigiu que todas as companhias aéreas começassem a fazer a triagem dos passageiros e de suas bagagens de mão até 5 de janeiro de 1973. Essa triagem era geralmente contratada por empresas de segurança privadas que concorriam a esses contratos. A companhia aérea que tivesse o controle operacional do saguão de embarque controlado por um determinado ponto de verificação seria a detentora do contrato. Embora uma companhia aérea controlasse a operação de um ponto de controle, a autoridade de supervisão era mantida pela FAA. As restrições do título 14 do C.F.R. não permitiam que uma autoridade aeroportuária relevante exercesse qualquer supervisão sobre as operações do ponto de controle. O filme de 1974, A Trama, mostra um dos primeiros pontos de controle de segurança de aeroporto em operação.
Os ataques de 11 de setembro levaram a regulamentações ainda mais rígidas, como a limitação do número e dos tipos de itens que os passageiros poderiam carregar a bordo da aeronave e a exigência de uma triagem maior para os passageiros que não apresentassem um documento de identidade com foto emitido pelo governo.
A Lei de Segurança da Aviação e do Transporte exigia que, até 19 de novembro de 2002, toda a triagem de passageiros fosse realizada por funcionários federais. Como resultado, a triagem de passageiros e bagagens agora é realizada pela Transportation Security Administration (TSA), parte do Departamento de Segurança Interna dos EUA. As disposições para aprimorar a tecnologia de detecção de explosivos foram incluídas na Lei de Prevenção ao Terrorismo de 2004. Em geral, a segurança nos aeroportos da categoria X, os maiores e mais movimentados dos EUA, medidos pelo volume de tráfego de passageiros, é fornecida por empresas privadas contratadas. Devido ao alto volume de tráfego de passageiros, os aeroportos da categoria X são considerados alvos vulneráveis para o terrorismo.
Após o fracassado plano de bomba líquida de 2006, a Segurança Interna dos Estados Unidos proibiu todos os líquidos e géis, exceto fórmula para bebês e medicamentos prescritos em nome do portador do bilhete, na bagagem de mão em todos os voos e começou a exigir que todos os passageiros tirassem os sapatos para a triagem.
A partir de 13 de agosto de 2006, os passageiros de companhias aéreas nos Estados Unidos podiam levar até 101ml de medicamentos sem prescrição médica, gel de glicose para diabéticos, batom sólido e alimentos para bebês a bordo dos voos. Eventualmente, os passageiros passaram a ter permissão para levar apenas 100ml de líquido em sua bagagem de mão,os padrões da TSA exigiam que todos os líquidos não-médicos fossem mantidos em uma embalagem plástica de 15 x 23cm, sendo apenas uma embalagem por passageiro.
Com o aumento da triagem de segurança, alguns aeroportos registraram longas filas para as verificações de segurança. Para aliviar esse problema, os aeroportos criaram filas Premium para passageiros que viajavam na Primeira Classe ou na Classe Executiva, ou para aqueles que eram membros de elite do programa de passageiro frequente de uma determinada companhia aérea.
O programa "Screening Passengers by Observation Techniques" (SPOT) está funcionando em alguns aeroportos dos EUA.
Em 2023, a TSA e a Diretoria de Ciência e Tecnologia do DHS dos EUA anunciaram que estão transformando o atual processo de triagem de linha única em um fluxo de autotriagem semelhante ao autocheckout em um supermercado dos EUA.

#### Aeroportos de categoria X nos EUA
- Aeroporto Internacional de Baltimore-Washington Thurgood Marshall
- Aeroporto Internacional Logan
- Aeroporto Internacional de Charlotte-Douglas
- Aeroporto Internacional de Cincinnati
- Aeroporto Internacional de Dallas/Fort Worth
- Aeroporto Internacional de Denver
- Aeroporto Metropolitano de Detroit Wayne County
- Aeroporto Intercontinental George Bush
- Aeroporto Internacional de Atlanta Hartsfield-Jackson
- Aeroporto Internacional Harry Reid
- Aeroporto Internacional de Honolulu
- Aeroporto Internacional John F. Kennedy
- Aeroporto LaGuardia
- Aeroporto Internacional de Los Angeles
- Aeroporto Internacional Luis Muñoz Marín
- Aeroporto Internacional de Miami
- Aeroporto Internacional de Minneapolis-Saint Paul
- Aeroporto Internacional Newark Liberty
- Aeroporto Internacional de O'Hare
- Aeroporto Internacional de Orlando
- Aeroporto Internacional de Orlando Sanford
- Aeroporto Internacional da Filadélfia
- Aeroporto Internacional de Phoenix Sky Harbor
- Aeroporto Internacional de Salt Lake City
- Aeroporto Internacional de São Francisco
- Aeroporto Internacional de Seattle-Tacoma
- Aeroporto Internacional de Washington Dulles